# The Prodigy
The Prodigy is een Britse danceact. The Prodigy is een van de succesvolste groepen die de dansmuziek van de jaren 90 van de twintigste eeuw heeft voortgebracht. De grote man achter The Prodigy is Liam Howlett (1971). Muzikaal gezien is hij het brein en de leider van de groep. Op het podium wordt hij vergezeld door MC Maxim Reality (1967) en zanger-danser Keith Flint (1969-2019). The Prodigy staat bekend om het opvallende voorkomen en bereikte dankzij de punkattitude ook een rockpubliek. Bekende nummers van de band zijn Out of Space, Smack My Bitch Up, Breathe, No Good (Start the Dance) en Firestarter.

## Biografie

### Debuut: eerste demo's, eerste optredens

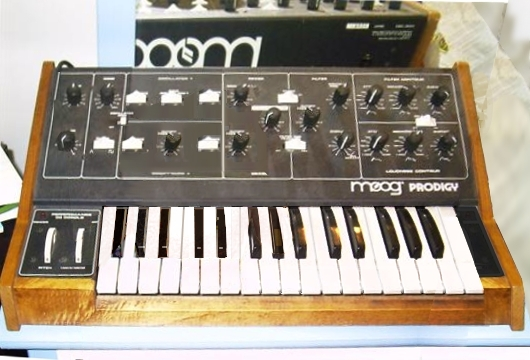
Moog Prodigy-synthesizer waarnaar de band vernoemd is.

De oorsprong van de band ligt in Essex, UK. Het verhaal van de band begint in 1990, nadat de ravers Keith Flint en Leeroy Thornhill de dj Liam Howlett ontmoetten in een club, genaamd ‘The Barn’. Ze zijn onder de indruk van Howlett en stellen voor om samen met Sharky, een vriendin van Keith Flint, op zijn muziek te dansen. Liam Howlett ging akkoord, maar wilde ook een MC. Maxim Reality (Keith Palmer) komt er na advies van de andere leden. Maxim zal de overige vier pas ontmoeten op de avond van hun eerste optreden. Dat optreden komt er nadat Ziggy, hun voormalige en eerste manager, een liveshow kon regelen bij 'The Labyrinth' in 1990. Daarna produceert Liam Howlett een 10 trackdemo met de intentie een platencontract te krijgen.
De A&R-afdeling van platenmaatschappij XL Recordings bood The Prodigy een contract aan. Nadat de groep een platencontract tekende in de winter van 1990 besluit Sharky de band te verlaten. De What Evil Lurks-ep volgde in 1991. De ep bevat ook de track Android, dat een van hun meest geliefde nummers werd.
De single Charly kwam zes maanden later uit en werd een hit in Groot-Brittannië. The Prodigy werd een populaire act op raves, het succes had echter ook zijn keerzijde. De sample van een kinderstem werd als debilisering van het ravegenre gezien. De meeste ravers trokken zich er echter weinig van aan. Het grote succes bleef uit, maar de naam The Prodigy werd wel al erg bekend in de Europese undergroundscene.

### Debuutalbum: Experience (1992-1994)
Het debuutalbum "The Prodigy Experience" kwam uit in het najaar van 1992. Het was een van de eerste echte rave-albums. Het is een genre waar toen nog niet veel toekomst in werd gezien. Op het album werden eerdere singles (al dan niet in nieuwe versies) verzameld en ook enkele nieuwe tracks gepresenteerd. Het album had nog enkele singles, waarvan Out of Space (met een sample van Max Romeo's reggaenummer I Chase the Devil) ook de doorbraak van The Prodigy betekende in Nederland en België.

### Tweede album: Music for the Jilted Generation (1993-1995)
In 1994 werd het volgende album van The Prodigy uitgebracht; "Music for the Jilted Generation". het werd een groot succes in Groot-Brittannië en werd genomineerd voor de Mercury Music Prize. Het geluid was donkerder en dieper en distantieerde zich van het ravegeluid. Naast harde en snelle dancetracks stonden er ook enkele experimentele atmosferische tracks op. Het bekendst werden de nummers No Good (Start the Dance) en Voodoo People. Het album zette zich af tegen de autoriteiten die illegale ravefeestjes aan banden wilden leggen. Het boekje bevat een sfeerimpressie van een raver die een hangbrug wil doorsnijden terwijl hij zijn middelvinger opsteekt naar de politie die vanuit een grauwe industriestad toekijkt. Het nummer Their Law, met Pop Will Eat Itself werd daarvan de soundtrack. "Music for the Jilted Generation" was in zijn tijd een van de eerste albums waarop breakbeats in combinatie met rauwe sounds, gesamplede gitaren en klanken uit de rave-, house- en acidscene met elkaar vermengd werden tot een geheel nieuwe klank.

### Derde album: The Fat of the Land (1996-1998)
Het volgende album, getiteld "The Fat of the Land", verleende de band een positie als een van de internationaal populairste en beroemdste danceacts. Het album kwam echter erg moeizaam tot stand. De eerste voorbode van het album was de succesvolle single Firestarter in het voorjaar van 1996. Intussen werd het uiterlijk van The Prodigy steeds punkachtiger. De single Mindfields werd uitgesteld omdat de productie veel tijd kostte. In de zomer van 1997 verscheen het derde album uiteindelijk. Het kwam binnen op nummer 1 in de Nederlandse, Britse en Amerikaanse hitlijsten. De single, maar vooral de videoclip van Smack My Bitch Up veroorzaakte een rel vanwege het extreme geweld. MTV weigerde de video te vertonen. Toen in 1998 de tournee was afgelopen kondigden de leden aan een tijdje uit elkaar te gaan om zich te richten op solo-activiteiten.

### Dirtchamber Sessions
In 1999 kwam het volgende album uit; "Dirtchamber Sessions Volume 1". Dit album, eigenlijk solowerk van Howlett, werd een heel andere dan de vorige albums met rond de 50 gemixte tracks. Toen Howlett een set draaide in de "Mary-Anne Hobbs's Breezeblock Show" op het Engelse radiostation Radio 1, bleek deze zo populair dat uiteindelijk werd besloten om de uitgebreide versie van de Breezeblock-mix op cd uit te brengen.

### Solo-projecten (1998-2001)
Leeroy verliet de band in 2000, omdat hij zich volledig wou richten op het solo-zijn en omdat hij zich al jaren geen lid van de groep voelde.
Maxim Reality debuteerde in 2000 met Hell's Kitchen, een plaat die matig werd ontvangen. De single Carmen Queasy werd echter wel een hit, vooral door de gastbijdrage van Skin, de zangeres van Skunk Anansie. Leeroy verliet later dat jaar de groep. Het is dan een korte tijd onduidelijk of The Prodigy nog bestaat en wie nog deel ervan uitmaken. De aankondiging van een nieuw album gaf duidelijkheid. Leeroy debuteerde een jaar later met Beyond All Reasonable Doubt onder de naam Flightcrank.
Ook Keith Flint maakte een meer rock gericht solo-album. Onder de bandnaam Flint kwam hij in 2003 met een demo-album uit: "Device #1". Het album kreeg weinig publiciteit van de muziekpers. De track 10a: Razor van het album werd voor de tweede keer uitgebracht op de verzamelaar "Their Law: The Singles 1990-2005". En de track 10b: Baby's Got A Temper werd een eigen album geadopteerd door The Prodigy. De band Flint bestaat naast Keith Flint uit Jim Davies, Kieron Pepper en Tony Howlett, deze laatste is de broer van Liam Howlett. Jim Davies en Kieron Pepper zijn niet alleen betrokken bij Flint maar zijn daarnaast ook leden van Hyper.

### Wederopstanding van de groep (2001-2004)
In 2001 kwam The Prodigy weer bij elkaar. Dit keer zonder Leeroy, die de band verliet. Liam, Maxim en Keith pakten de draad weer op voor het Lowlands-festival. In 2001, na een pauze van het toeren en het opnemen, kwam de single Baby's Got a Temper uit, met daarin een sample uit Firestarter. De single behaalde weliswaar de hitparade, maar werd door critici en fans toch gezien als een flop. De nieuwe opnamen bleven moeizaam gaan en de uitgave van een nieuw album werd talloze malen uitgesteld. Liam besloot al zijn gemaakte werk weg te gooien en opnieuw te beginnen.

### Vierde album: Always Outnumbered, Never Outgunned (2004-2008)

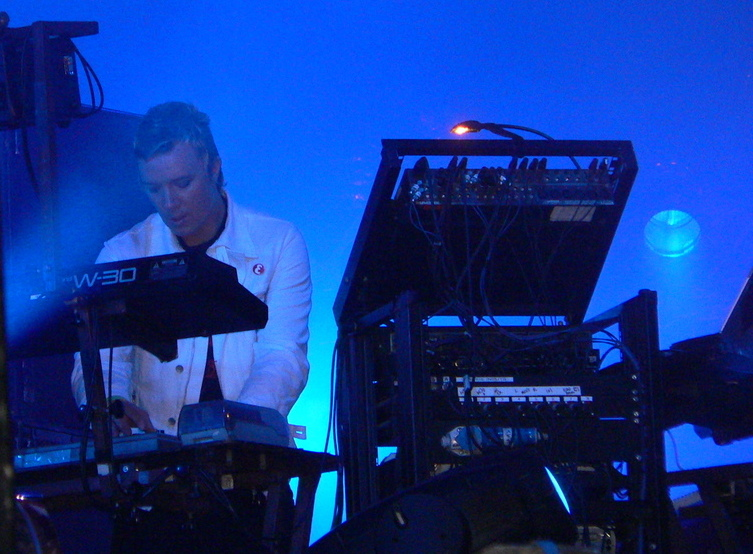
De bedenker en bandlid van The Prodigy Liam Howlett in actie in augustus 2005.

Op 23 augustus 2004, ruim zeven jaar na "The Fat of the Land", verscheen er weer een nieuw studioalbum van The Prodigy, getiteld "Always Outnumbered Never Outgunned". De productie van het album is niet zonder slag of stoot gegaan; Liam had het opgenomen zonder Keith en Maxim te betrekken en diverse eerder uitgebrachte songs ontbraken. Ze deden Liam te veel deden denken aan "The Fat of the Land" en werden hierdoor resoluut naar de prullenbak verwezen.
Hoewel het album veel muzikale invloeden heeft, valt de plaat te scharen onder elektropunk. Wel bevatte het album onder andere een remix van het nummer Love Buzz van Shocking Blue, Phoenix genaamd. Ook een remake van Michael Jacksons Thriller, hier genaamd The Way It Is, staat erop, evenals de singles Girls, Spitfire en Hotride. Bij deze singles werden ook video's opgenomen. De video bij Hotride werd echter niet uitgebracht, omdat deze wegens zijn gewelddadige inhoud automatisch gelinkt zou worden aan Smack My Bitch Up.

### Their Law: The Singles 1990-2005
In 2005 verscheen de eerste verzamelaar van 15 jaar The Prodigy, genaamd "Their Law: The Singles." Op de bonus-cd verschenen remixen van oude Prodigy-hits door de Audio Bullys, Pendulum en Sub Focus, nieuwe artiesten die alle door The Prodigy zeggen te zijn geïnspireerd. Vooral de Pendulum-remix van Voodoo People wordt goed ontvangen. In de bijhorende muziekvideo figureren de leden van The Prodigy zelf.
Het album bevat ook de liveversie van Spitfire, opgenomen tijdens Pinkpop in 2005.

### Vijfde album: Invaders Must Die (2009-2010)
In januari 2006 begon Liam Howlett met de opnames van een vijfde Prodigy-album in een studio in Londen. Hierbij werd hij geholpen door Amanda Ghost in zijn nieuwe muziek- en stijlkeuze. Het album "Invaders Must Die" werd uitgebracht op 23 februari 2009. Het album is in samenwerking met Maxim Reality en Keith Flint om ervoor te zorgen dat elk nummer live ten gehore kan worden gebracht. Ter promotie van hun album speelde The Prodigy in 2009 live op Sziget, Rock Werchter en op Lowlands.
Howlett zette op 14 november 2010 een remix van Jay-Z's hit 99 Problems op de website van de band. De single kon door de fans gratis gedownload worden.

### How to Steal a Jet Fighter en livealbum World's on Fire (2010-2014)
Op 16 november 2010 kondigde Liam Howlett aan dat de band na hun Amerikaanse tournee met Linkin Park terug de studio zou ingaan om te werken aan hun zesde studioalbum. Op 3 mei 2012 kondigde Howlett aan dat "How to Steal a Jet Fighter" als werktitel gebruikt zou worden. Tot op heden heeft de band al enkele mogelijke nummers uit het nieuwe album live gespeeld. Zo speelden ze, tegen een geheel nieuwe achtergrond van een MiG-21-gevechtsvliegtuig, de nieuwe nummers AWOL en Dogbite op 9 december 2011 in Curitiba. Op het Britse Download Festival speelde de band in 2012 het nummer Jet Fighter, om tijdens hun eindejaarstoer in Brixton Academy het nummer The Day voor het eerst live uit te voeren. Op het Duitse festival Rock am Ring werd in 2013 vervolgens het nummer Rock-Weiler toegevoegd aan de setlist.
Over de stijl van het album is, op de mogelijke albumtracks na, weinig bekend. Howlett bevestigde wel dat het album niet de laatste nieuwe dubsteptrend zal volgen, maar "vernieuwend doch donker" zal zijn.
Ondertussen bracht de band nog een livealbum uit, getiteld "World's on Fire" en opgenomen in de Milton Keynes Bowl, alsook een heruitgave van hun album "The Fat of the Land". Dit vanwege de 15de verjaardag van het album. De plaat bevatte een bonus-disc getiteld "The Added Fat EP", waarop nieuwe remixes te vinden zijn van de oorspronkelijke albumtracks. Deze remixes werden geleverd door o.a. Major Lazer en Noisia.

### Zesde album: The Day Is My Enemy (2015-2017)
Op 6 januari 2015 werd door The Prodigy het zesde studioalbum "The Day Is My Enemy" aangekondigd. Op 12 januari werd het nummer Nasty uitgebracht als spin-off voor hun album. Liam Howlett beschreef het nieuwe Prodigy-album als "gewelddadig" en "donker". Op 23 februari verscheen het nummer Wild Frontier als de tweede single van het album en tevens kwam er van het nummer een videoclip uit gemaakt door de Nederlandse stop-motionartiest Elmer Kaan en -regisseur Mascha Halberstad. Het album zelf kwam uit op 30 maart 2015.

### Zevende album: No Tourists (2018-heden)
Op 19 juli 2018 werd door The Prodigy de single Need Some1 uitgebracht, afkomstig van het album "No Tourists", dat uitkwam op 2 november van datzelfde jaar.

### Overlijden zanger Keith Flint
Op 4 maart 2019 werd zanger Keith Flint in zijn woning in Great Dunmow, in de buurt van Londen, dood aangetroffen. Hij had zelfmoord gepleegd.

## Leden
Huidige leden
- Liam Howlett – songwriter, componist, producer (1990-heden)
- Maxim – zang, beatbox, songwriting (1990-heden)

Musici bij optredens
- Leo Crabtree – drum, slaginstrumenten (2008-heden)
- Olly Burden – gitaar (2017-heden)

Voormalige leden
- Keith Flint – zang (1990-2019)
- Leeroy Thornhill – dans, bijhorende keyboards (1990-2000)
- Sharky – dans (1990)

Voormalige liveleden
- Kieron Pepper – drum, bijhorende gitaar (1997-2007)
- "The Rev" – gitaar (2007)
- "Snell" – drum (juli 2007)
- Brian Fairbairn – drum (2007)
- Jim Davies – gitaar (1995-1996, 2002-2004)
- Alli MacInnes – gitaar (2001, 2002)
- Gizz Butt – gitaar (1996-1999)
- Rob Holliday – gitaar (2005-2006, 2008-2017)

## Discografie

### Albums
| Album met eventuele hitnotering(en) in de Nederlandse Album Top 100 | Datum van verschijnen | Datum van binnenkomst | Hoogste positie | Aantal weken | Opmerkingen |
| ------------------------------------------------------------------- | --------------------- | --------------------- | --------------- | ------------ | ----------- |
| Experience                                                          | 28-09-1992            | 16-01-1993            | 17              | 14           |             |
| Music for the Jilted Generation                                     | 04-07-1994            | 16-07-1994            | 10              | 32           | Goud        |
| The Fat of the Land                                                 | 01-07-1997            | 12-07-1997            | 1(2wk)          | 62           | Platina     |
| The Dirtchamber Sessions Volume One                                 | 22-02-1999            | 06-03-1999            | 31              | 7            |             |
| Always Outnumbered, Never Outgunned                                 | 21-08-2004            | 21-08-2004            | 4               | 12           |             |
| Their Law: The Singles 1990-2005                                    | 17-10-2005            | 22-10-2005            | 18              | 29           |             |
| Invaders Must Die                                                   | 23-02-2009            | 28-02-2009            | 3               | 34           | Goud        |
| World's on Fire                                                     | 20-05-2011            | 28-05-2011            | 39              | 11           | Livealbum   |
| The Day Is My Enemy                                                 | 04-2015               | 04-04-2015            | 2               | 8*           | Goud        |
| No Tourists                                                         | 02-11-2018            | 10-11-2018            | 21              | 2            |             |

| Album met hitnotering(en) in de Vlaamse Ultratop 200 albums | Datum van verschijnen | Datum van binnenkomst | Hoogste positie | Aantal weken | Opmerkingen |
| ----------------------------------------------------------- | --------------------- | --------------------- | --------------- | ------------ | ----------- |
| Music for the Jilted Generation                             | 1994                  | 15-04-1995            | 22              | 18           |             |
| The Fat of the Land                                         | 1997                  | 19-07-1997            | 2               | 17           |             |
| Always Outnumbered, Never Outgunned                         | 2004                  | 28-08-2004            | 8               | 10           |             |
| Their Law: The singles 1990-2005                            | 2005                  | 22-10-2005            | 21              | 21           |             |
| Invaders Must Die                                           | 2009                  | 28-02-2009            | 4               | 29           |             |
| World's on Fire                                             | 2011                  | 28-05-2011            | 26              | 7            | Livealbum   |
| The Day Is My Enemy                                         | 2015                  | 04-04-2009            | 6               | 8*           |             |

### Singles
| Single met eventuele hitnotering(en) in de Nederlandse Top 40 | Datum van verschijnen | Datum van binnenkomst | Hoogste positie | Aantal weken | Opmerkingen                               |
| ------------------------------------------------------------- | --------------------- | --------------------- | --------------- | ------------ | ----------------------------------------- |
| What evil lurks                                               | 02-1991               | -                     |                 |              |                                           |
| Charly                                                        | 08-1991               | -                     |                 |              |                                           |
| Everybody in the place                                        | 12-1991               | 14-03-1992            | tip12           | -            | Nr. 65 in de Single Top 100               |
| Fire / Jericho                                                | 07-09-1992            | -                     |                 |              |                                           |
| Out of space                                                  | 09-11-1992            | 09-01-1993            | 5               | 12           | Nr. 3 in de Single Top 100                |
| Wind it up (Rewound)                                          | 29-03-1993            | 01-05-1993            | tip10           | -            | Nr. 37 in de Single Top 100               |
| No good (Start the dance)                                     | 16-05-1994            | 02-07-1994            | 2               | 13           | Nr. 3 in de Single Top 100                |
| Voodoo people                                                 | 08-1994               | 01-10-1994            | 14              | 7            | Nr. 20 in de Single Top 100               |
| One love                                                      | 10-1993               | 10-12-1994            | tip13           | -            |                                           |
| Poison                                                        | 06-03-1995            | 01-04-1995            | tip5            | -            |                                           |
| Firestarter                                                   | 18-03-1996            | 06-04-1996            | 8               | 12           | Nr. 14 in de Single Top 100               |
| Breathe                                                       | 11-11-1996            | 23-11-1996            | 9               | 11           | Nr. 10 in de Single Top 100               |
| Smack my bitch up                                             | 17-11-1997            | 29-11-1997            | 19              | 4            | Nr. 22 in de Single Top 100 / Alarmschijf |
| Baby's got a temper                                           | 01-07-2002            | 13-07-2002            | 40              | 2            | Nr. 39 in de Single Top 100               |
| Girls / Memphis bells                                         | 21-06-2004            | -                     |                 |              |                                           |
| Girls                                                         | 30-08-2004            | 18-09-2004            | tip7            | -            | Nr. 28 in de Single Top 100               |
| Hotride                                                       | 01-11-2004            | -                     |                 |              |                                           |
| Spitfire                                                      | 04-04-2005            | -                     |                 |              |                                           |
| Voodoo people (Pendulum remix) / Out of space                 | 07-10-2005            | -                     |                 |              | Nr. 59 in de Single Top 100               |
| Omen                                                          | 26-01-2009            | -                     |                 |              | Nr. 75 in de Single Top 100               |

| Single met hitnotering(en) in de Vlaamse Ultratop 50 | Datum van verschijnen | Datum van binnenkomst | Hoogste positie | Aantal weken | Opmerkingen |
| ---------------------------------------------------- | --------------------- | --------------------- | --------------- | ------------ | ----------- |
| Firestarter                                          | 1996                  | 13-04-1996            | 17              | 20           |             |
| Breathe                                              | 1996                  | 23-11-1996            | 7               | 19           |             |
| Baby's got a temper                                  | 2002                  | 13-07-2002            | tip16           | -            |             |
| Girls                                                | 2004                  | 11-09-2004            | tip18           | -            |             |
| Omen                                                 | 2009                  | 21-02-2009            | tip16           | -            |             |

### Dvd's
| Dvd's met hitnoteringen in de Nederlandse Music Top 30 | Datum van verschijnen | Datum van binnenkomst | Hoogste positie | Aantal weken | Opmerkingen |
| ------------------------------------------------------ | --------------------- | --------------------- | --------------- | ------------ | ----------- |
| Their law - The singles 1990-2005                      | 2005                  | 19-11-2005            | 11              | 4            |             |
| Live - world's on fire                                 | 2011                  | 28-05-2011            | 7               | 5            |             |

### NPO Radio 2 Top 2000
| Nummers met noteringen in de NPO Radio 2 Top 2000 | '14  | '15  | '16  | '17  | '18  | '19  | '20  | '21  | '22  | '23  | '24  |
| ------------------------------------------------- | ---- | ---- | ---- | ---- | ---- | ---- | ---- | ---- | ---- | ---- | ---- |
| Breathe                                           | -    | -    | -    | -    | -    | 1368 | 1537 | 1364 | 1517 | 1472 | 1736 |
| Firestarter                                       | 901  | 913  | 1018 | 1096 | 935  | 725  | 792  | 804  | 861  | 856  | 898  |
| No Good (Start the Dance)                         | -    | 1841 | 1744 | 1681 | 1462 | 1364 | 1491 | 1433 | 1454 | 1561 | 1572 |
| Out of Space                                      | 1433 | 1631 | -    | -    | 1915 | 1586 | 1820 | 1675 | 1726 | 1785 | 1858 |
| Smack My Bitch Up                                 | -    | 870  | 1013 | 1054 | 856  | 757  | 917  | 831  | 859  | 746  | 993  |

1. ↑  Een '-' betekent dat het nummer niet was genoteerd en een vetgedrukt getal geeft de hoogste notering van een nummer aan.
2. ↑  2014 was het eerste jaar met een notering voor The Prodigy.

## Remixes
- Dream Frequency - Take me (1992)
- Method Man - Release Yo Delf (1996)
- Jay-Z - 99 Problems (2010)
- Foo Fighters - White Limo (2011)
- Plan B - Ill Manors (2012)